# 堀川通

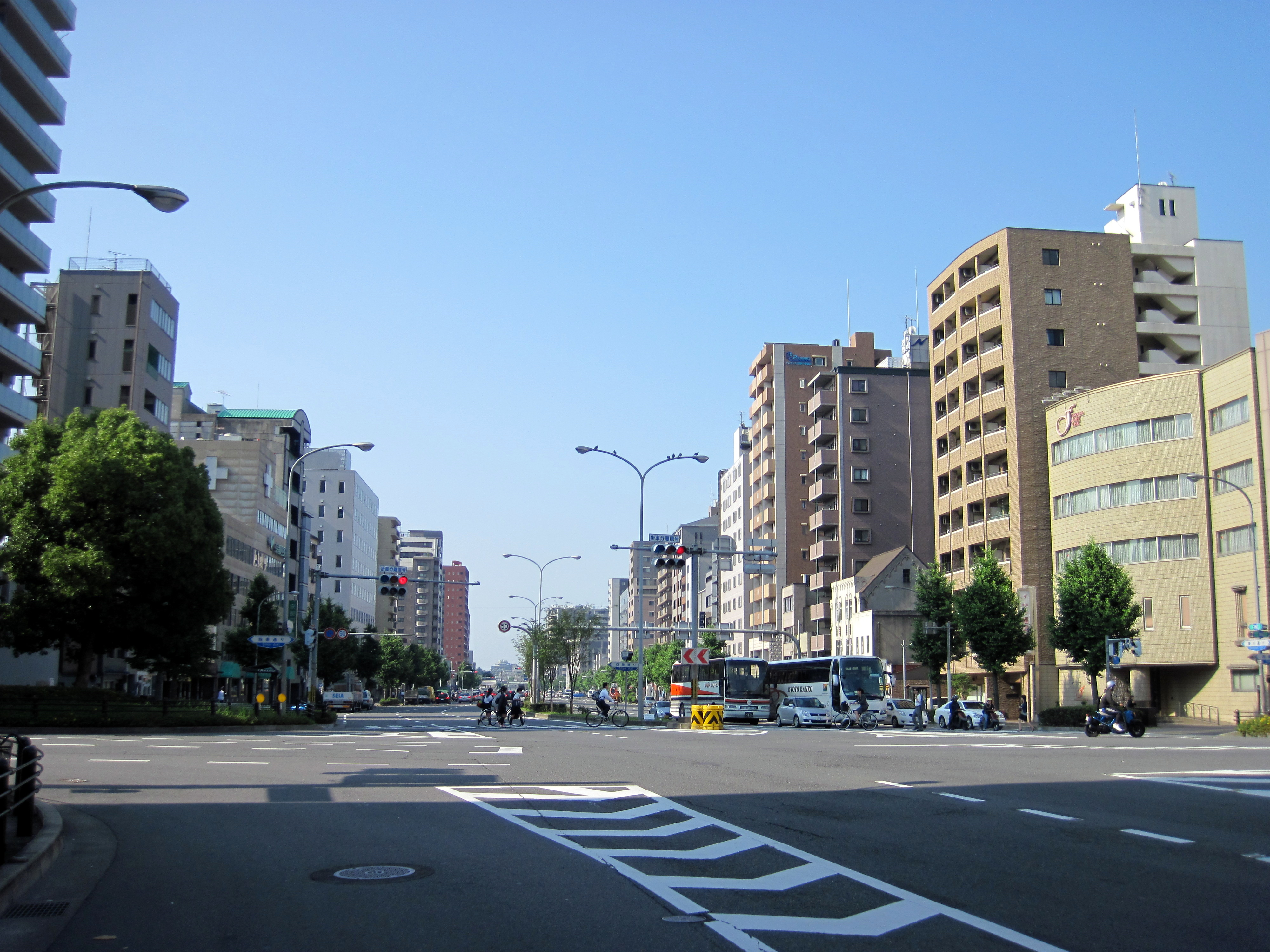
四条通交差点より南を見る、6車線

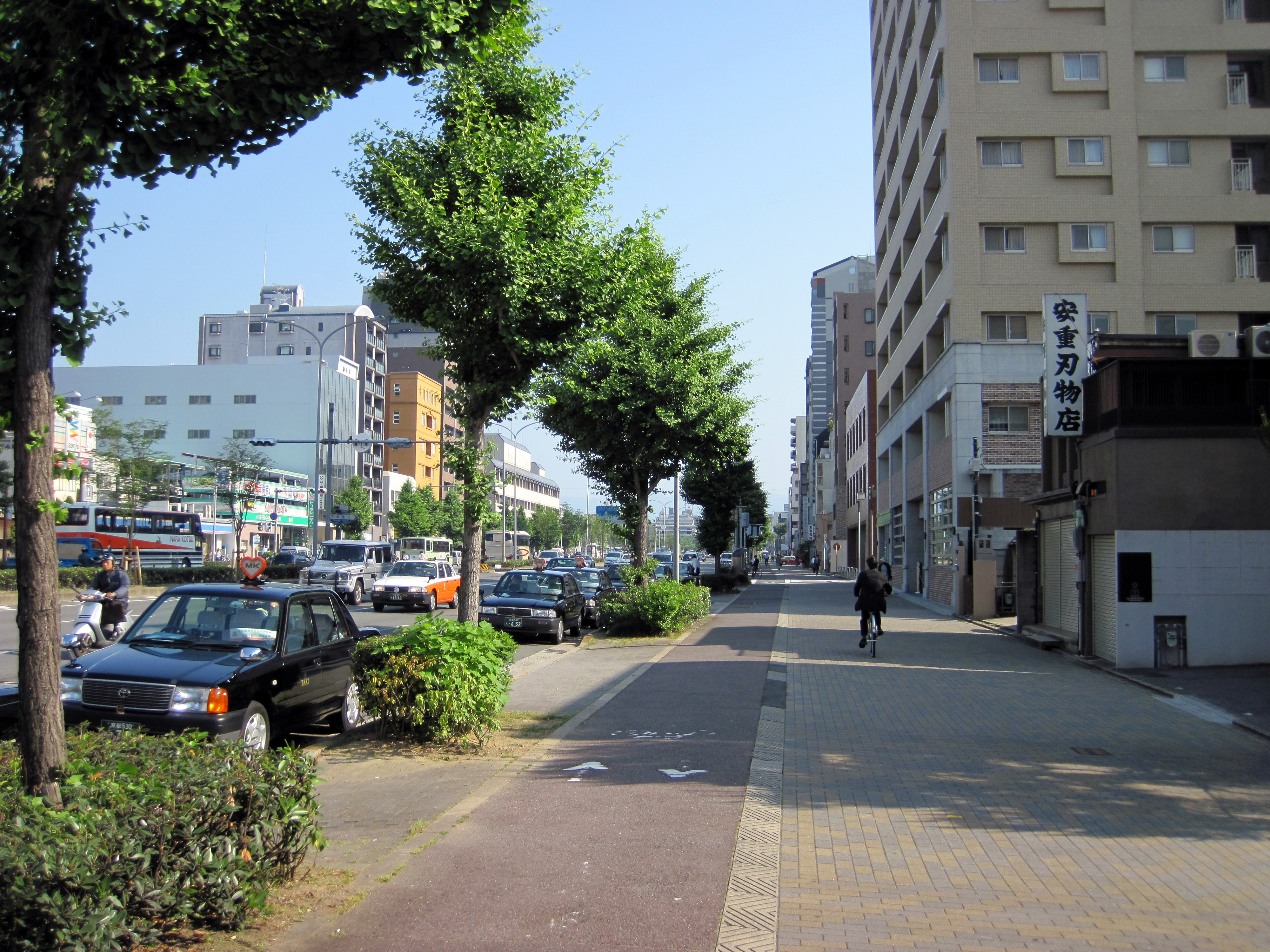
四条上ルより北を見る、自転車レーンもあり歩道も広い

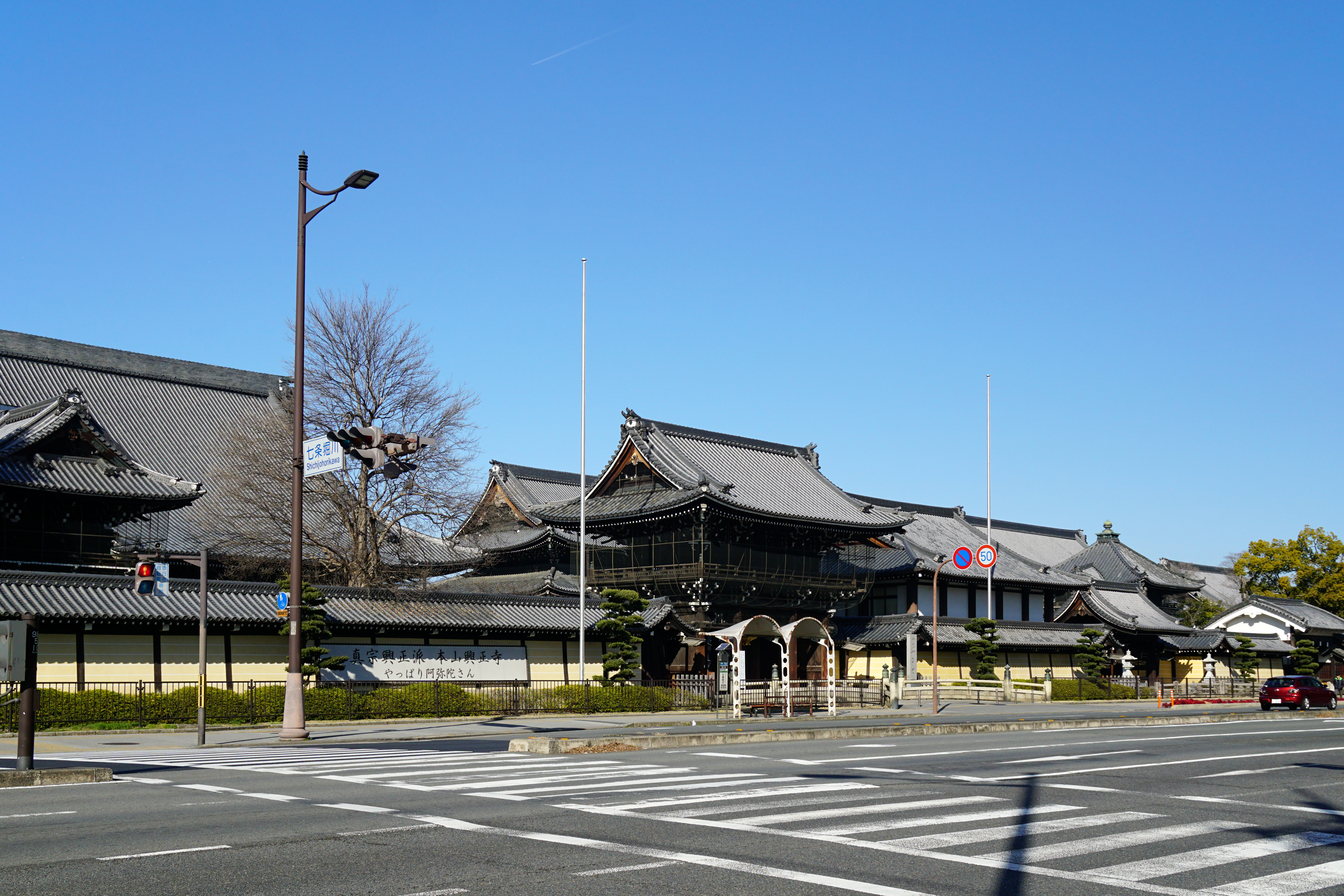
七条堀川

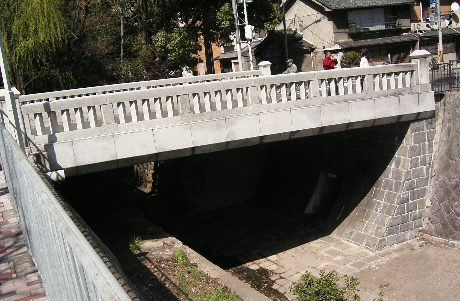
堀川にかかる一条戻り橋

堀川通（ほりかわどおり）は京都市の主要な南北の通りの一つ。平安京の堀川小路にあたる。一部区間には堀川を挟んで、東堀川通と西堀川通があるが、通常は西堀川通を堀川通と呼ぶ。

## 現状
北は鴨川堤の加茂街道から南は東海道新幹線交差部北で一筋東を走っていた油小路通に合流し、全長約7.9km。幹線道路としては一続きながら、南は油小路通と別の名前をつける。
堀川紫明以北は4車線の幹線道路、堀川紫明から堀川今出川までは中央分離帯の幅も広いゆったりとした6車線の幹線道路。堀川今出川から堀川御池は後述の通り堀川が明り区間で、東西堀川通が並び残っている。御池から暗渠になった堀川の上も道路となり、堀川五条でやや東に振れて醒ヶ井通を合わせ、西本願寺北で鍵の手に東に折れ、堀川七条で暗渠のまま堀川は西に逸れる。堀川通は東海道本線とアンダーパスで交差し、東海道新幹線の北側で一筋東の通りである油小路通に合流する。八条通以南は都市計画上も通りの名称は「油小路通」となる。
七条以南では交通量の少ない西堀川通が堀川通と一区画離れて、暗渠となった堀川の上を通っている。
堀川五条以南は国道1号でもある。

## 歴史
平安京の堀川小路に端を発する。南流する堀川の両岸に小路が配された。平安時代には堀川の川幅は4丈（約12メートル）とかなり広く、平安京建設時に物資運搬用水路として利用された。
『京都坊目誌』によれば、「一条以北は建久以来の開通」とし、五条以南は天正19年（1591年）「本圀寺の再建・本願寺の建立に際し、道路を閉塞」した。
宝暦12年（1762年）刊の『京町鑑』によれば、寺之内通から万寿寺通までとし、「今出川通下ル町」から東堀川通と西堀川通があるとする。また、当時の堀川の水は、賀茂川を水源とする二股川と若狭川を合したものと記されている。
鞍馬口通から北は、昭和初期の土地区画整理事業において整備された。
昔は東堀川通、川の堀川、西堀川通は同程度の幅であった。西堀川通は第二次世界大戦時に防火帯として沿道の家屋が強制疎開させられた跡が幹線道路として整備されることになり、昭和23年（1948年）6月に鞍馬口通から七条通まで5.4kmの拡幅が着手され、昭和28年（1953年）3月に完了した。次いで昭和38年（1963年）に北大路通から上賀茂までの1.6kmが舗装された。七条通から八条通までの1kmは、国鉄東海道本線との立体交差工事が昭和39年（1964年）10月に完成し、現在の広い通りになった。。
京都電気鉄道が開通させた後の京都市電堀川線（通称北野線、N電）は、1961年（昭和36年）に廃止になるまで狭い東堀川通を堀川中立売から四条堀川まで走っていた。

## 堀川
河川としての堀川は今出川通から御池通までの区間は地上に出ているが大部分は暗渠である。
現在は流量が少ないが、かつては京友禅の染色に利用されていた。

## 沿道の主な施設
- 御土居 史跡指定 最北端を堀川通が切り通す
- 京都北郵便局 北山堀川角
- 京都府警察北警察署 紫竹通角
- 伝紫式部、小野篁墓 北大路下ル
- 淡交社 紫明通、鞍馬口通角
- 本法寺 堀川寺之内上ル
- 茶道総合資料館 同上
- 宝鏡寺 堀川寺之内東入
- 医療法人西陣健康会堀川病院 堀川今出川上ル
- 白峯神宮 堀川今出川東入
- 西陣織会館 堀川今出川下ル
- 晴明神社 堀川元誓願寺下ル本殿は一筋西の葭屋町通）
- 一条戻り橋 一条通の堀川に架かる
- 堀川団地 堀川中立売下ル - 椹木町上ル
- 伊藤仁斎古義堂阯 堀川出水下ル
- 駿台予備学校京都校 堀川丸太町下ル
- 二条城 堀川竹屋町から堀川押小路
- ANAクラウンプラザホテル京都 堀川押小路角
- 京都市立京都堀川音楽高等学校（堀川門）
- 京都市営地下鉄東西線 - 二条城前駅 堀川御池地下
- 中京区役所・京都市中京保健所・京都市中京消防署 堀川御池角

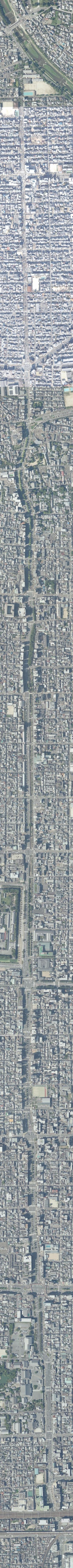
堀川通の空中写真

- 京都市立堀川高等学校 堀川錦小路上ル
- 堀川五条交差点
- 京都東急ホテル 堀川五条下ル
- 西本願寺
- 興正寺 七条堀川上ル
- リーガロイヤルホテル京都 堀川塩小路角

## 交差する道路など
- 交差する道路などの特記がないものは市道。

| 交差する道路など 西←<堀川通>→東           | 交差する道路など 西←<堀川通>→東   | 交差する場所   | 交差する場所 | 路 線 番 号 | 起点 から (km) |                        |
| ----------------------------------------- | --------------------------------- | -------------- | ------------ | ----------- | -------------- | ---------------------- |
| 賀茂川                                    | 賀茂川                            | 京 都 市 北 区 |              |             |                |                        |
| 府道38号 <加茂街道> 上賀茂方面            | <加茂街道> 四条河原町 方面        | 京 都 市 北 区 |              | 府 道 38 号 | -              | 北 ↑ ∧ 堀 川 通 ∨ ↓ 南 |
| <玄以通>                                  | <玄以通>                          | 京 都 市 北 区 | 堀川玄以     | 府 道 38 号 | -              | 北 ↑ ∧ 堀 川 通 ∨ ↓ 南 |
| <北山通>                                  | <北山通>                          | 京 都 市 北 区 | 堀川北山     | 府 道 38 号 | -              | 北 ↑ ∧ 堀 川 通 ∨ ↓ 南 |
| <今宮通>                                  | <今宮通>                          | 京 都 市 北 区 | 堀川今宮     | 府 道 38 号 | -              | 北 ↑ ∧ 堀 川 通 ∨ ↓ 南 |
| 市道181号 <北大路通>                      | 市道181号 <北大路通>              | 京 都 市 北 区 | 堀川北大路   | 府 道 38 号 | -              | 北 ↑ ∧ 堀 川 通 ∨ ↓ 南 |
| <鞍馬口通>                                | [紫明通> <鞍馬口通>               | 京 都 市 北 区 | 堀川紫明     | 府 道 38 号 | -              | 北 ↑ ∧ 堀 川 通 ∨ ↓ 南 |
| 府道101号 <今出川通>                      | 府道101号 <今出川通>              | 上 京 区       | 堀川今出川   | 府 道 38 号 | -              | 北 ↑ ∧ 堀 川 通 ∨ ↓ 南 |
| <中立売通>                                | <中立売通>                        | 上 京 区       | 堀川中立売   | 府 道 38 号 | -              | 北 ↑ ∧ 堀 川 通 ∨ ↓ 南 |
| <下長者町通>                              | <下長者町通>                      | 上 京 区       | 堀川下長者町 | 府 道 38 号 | -              | 北 ↑ ∧ 堀 川 通 ∨ ↓ 南 |
| <下立売通>                                | <下立売通>                        | 上 京 区       | 堀川下立売   | 府 道 38 号 | -              | 北 ↑ ∧ 堀 川 通 ∨ ↓ 南 |
| 市道187号 <丸太町通>                      | 市道187号 <丸太町通>              | 上 京 区       | 堀川丸太町   | 府 道 38 号 | -              | 北 ↑ ∧ 堀 川 通 ∨ ↓ 南 |
| <竹屋町通>                                | <竹屋町通>                        | 上 京 区       |              | 府 道 38 号 | -              | 北 ↑ ∧ 堀 川 通 ∨ ↓ 南 |
| 府道37号 <押小路通> 二条駅方面            | <押小路通>                        | 中 京 区       |              | 府 道 38 号 | -              | 北 ↑ ∧ 堀 川 通 ∨ ↓ 南 |
| <御池通> 二条駅方面                       | 府道37号 <御池通> 河原町御池 方面 | 中 京 区       | 堀川御池     | 府 道 38 号 | -              | 北 ↑ ∧ 堀 川 通 ∨ ↓ 南 |
| 市道186号 <四条通>                        | 市道186号 <四条通>                | 下 京 区       | 四条堀川     | 府 道 38 号 | -              | 北 ↑ ∧ 堀 川 通 ∨ ↓ 南 |
| <高辻通>                                  | <高辻通>                          | 下 京 区       | 堀川高辻     | 府 道 38 号 | -              | 北 ↑ ∧ 堀 川 通 ∨ ↓ 南 |
| 国道9号 <五条通> 福知山方面               | 国道1号 <五条通> 大津方面         | 下 京 区       | 堀川五条     | 府 道 38 号 | 518.9          | 北 ↑ ∧ 堀 川 通 ∨ ↓ 南 |
| 国道9号 <五条通> 福知山方面               | 国道1号 <五条通> 大津方面         | 下 京 区       | 堀川五条     | 国 道 1 号  | 518.9          | 北 ↑ ∧ 堀 川 通 ∨ ↓ 南 |
| <花屋町通>                                |                                   | 下 京 区       |              |             |                | 北 ↑ ∧ 堀 川 通 ∨ ↓ 南 |
| 府道113号 <七条通>                        | 府道113号 <七条通>                | 下 京 区       | 七条堀川     |             |                | 北 ↑ ∧ 堀 川 通 ∨ ↓ 南 |
| <塩小路通>                                | <塩小路通>                        | 下 京 区       | 堀川塩小路   |             |                | 北 ↑ ∧ 堀 川 通 ∨ ↓ 南 |
| -                                         | <油小路通>                        | 南 区          | 八条油小路   |             |                | 北 ↑ ∧ 堀 川 通 ∨ ↓ 南 |
| <八条通>                                  |                                   | 南 区          | 八条油小路   |             |                |                        |
| 国道1号 大阪方面・<油小路通> 上鳥羽IC方面 |                                   |                |              |             |                |                        |

## 交通量
道路交通センサスおよび全国道路・街路交通情勢調査による平日24時間の自動車類の通過台数は次の通り。調査は各年の秋季に行われる。
| 区間     | 北大路通～今出川通 | 塩小路通～八条通 |
| 2005年度 | 34,357台           | 56,213台         |
| 2010年度 | 33,648台           | 43,186台         |
| 2015年度 | 29,954台           | 57,776台         |
| 2021年度 | 26,424台           | 45,648台         |

## 堀川バイパス
塩小路通 - 八条通間は、東海道本線とアンダーパスで交わり車線が減少しているため渋滞が生じやすい。
同じく車線が減少する油小路通の九条通 - 十条通間への対応などと合わせ、かつては堀川五条の北から十条油小路の南まで2車線南行一方通行の地下トンネルによる京都高速道路堀川線や北行一方通行の西大路線の計画が進められていた。
この方針は2010年代に見直され、京都高速道路および関連路線の都市計画は、国道1号である堀川通の国による整備に併せた廃止手続きが予定されている。検証委員会では代案として東海道本線との交差部を6車線化する案と往復2車線の地下トンネルによるバイパスを整備する案が比較された。
2018年からバイパス整備が市・府共同で推進され、近畿地方整備局では交通円滑化や機能強化等に係る調査を実施するとしている。2021年に堀川通が広域道路ネットワークの高規格道路に設定され、2024年に堀川バイパス整備促進議員連盟が発足した。一方で財政負担や地下水・住環境等への影響懸念などから反対する意見もある。